# Itsuki Aoki
Aika Aoki (en japonés: 青木愛香, Aoki Aika) (Hamada, 4 de diciembre de 1997), más conocida por su nombre en el ring de Itsuki Aoki, es una luchadora profesional japonesa que ha trabajado como artista independiente y es reconocida por su participación en las promociones Oz Academy y Pro Wrestling Wave.

## Carrera profesional

### Circuito independiente (2017-presente)
Como independiente, Aoki ha trabajado para varias promociones. En AJPW Starting Over 2017, el 6 de noviembre, luchó en dos ocasiones, haciendo equipo con Rina Yamashita en un esfuerzo perdedor ante Saori Anou y Fairy Nihonbashi. Las retaron a una revancha inmediata que ganaron. En ZERO1 Goen No Kuni Shimane Tour 2018 Masuda Convention, un evento promovido por Pro Wrestling ZERO1 el 11 de noviembre de 2018, cayó ante Hiroyo Matsumoto. En BJW Osaka Surprise 40 ~ Thanksgiving Day 2018, un evento promovido por Big Japan Pro Wrestling el 23 de diciembre de 2018, hizo equipo con Akino en un esfuerzo perdedor ante Drake Morimatsu y Kaori Yoneyama. En SEAdLINNNG Grow Together! un evento promovido por Seadlinnng el 4 de noviembre de 2020, Aoki formó equipo con Ryo Mizunami como "Max Voltage" y Rina Yamashita en un esfuerzo perdedor ante Las Fresa de Egoístas (Asuka y Makoto) y Saki Akai como resultado de un combate por equipos de seis mujeres.

#### Ice Ribbon (2018–presente)
Aoki también forma parte del roster de Ice Ribbon. En el evento RibbonMania 2019, celebrado el 31 de diciembre de ese año, compitió en un gauntlet match en el que participaron 44 luchadores, entre ellos Ken Ohka, Munenori Sawa, Hiragi Kurumi, Tsukushi, Syuri, Manami Toyota y Tsukasa Fujimoto. En Ice Ribbon New Ice Ribbon #1105, el 20 de marzo de 2021, Aoki formó equipo con Satsuki Totoro pàra desafiar, sin éxito, a la dupla Rebel X Enemy (Maika Ozaki y Maya Yukihi) por el International Ribbon Tag Team Championship. Un mes antes, en el Ice Ribbon New Ice Ribbon #1100, celebrado el 20 de febrero de 2021, desafió sin éxito a Risa Sera por el FantastICE Championship.

#### Pro Wrestling Wave (2018-presente)
Aoki hizo su debut en la Pro Wrestling Wave at WAVE Osaka Rhapsody Vol. 40 el 19 de mayo de 2018, donde desafió sin éxito a Cherry. En Kabuki-cho Week Ender el 16 de enero de 2021, Aoki se asoció con Rin Kadokura para derrotar a Boss to Mammy (Mio Momono y Yumi Ohka) por el Wave Tag Team Championship. En WAVE NAMI 1, el 1 de enero de 2021, Aoki compitió en una battle royal de 11 mujeres en la que también participaron Kaori Yoneyama, Saki y Yuki Miyazaki, entre otras.
Es conocida por competir en varios de los eventos emblemáticos de la promoción. Uno de ellos es Catch the Wave, haciendo su primera aparición en la edición de 2021 del evento, situándose en el Gatling Block y consiguiendo un total de dos puntos tras enfrentarse a Nagisa Nozaki, Saki y Yuu.

#### Oz Academy (2018-presente)
Aoki debutó en Oz Academy el 4 de mayo de 2018 en un house show donde compitió en un battle royal en el que también participaron Sareee, Sonoko Kato, Alex Lee y otros. En OZ Academy Come Back To Shima!, el 25 de mayo de 2019, ganó un battle royal en el que también participaron Himeka Arita, Hikari Shimizu, Kakeru Sekiguchi y otros. En OZ Academy The Fortress el 11 de julio de 2021, Aoki desafió sin éxito a Kaori Yoneyama por el Oz Academy Openweight Championship.

## Campeonatos y logros
- Oz Academy
  - Oz Academy Tag Team Championship (1 vez) – con Tsubasa Kuragaki[17]
- Pro Wrestling Wave
  - Wave Tag Team Championship (1 vez) – con Rin Kadokura[11]